# 伊格格
伊格格，葬於泰陵妃園寢，身份暫𣎴詳，有認為她是清朝雍正帝的潛邸侍妾，可能是鑲白旗滿洲第三參領第四佐領下人監生常安之女:356。

## 生平
目前僅知伊格格葬於泰陵妃園寢，有認為她即是雍正帝登極前的潛邸侍妾:356。雍正元年二月十四日，總理事務王大臣等奉朱諭：「奉太后額娘懿旨，年氏側福晉封為貴妃，李氏側福晉、錢氏格格封為妃，宋氏格格、耿氏格格封為嬪」，未有伊格格之名，應在此日期之前去世。伊格格的身份暫𣎴詳。康熙四十五年正月二十八日，寧壽宮副總管太監趙密申奉傳皇太后懿旨：「將鑲白（旗）圖思希佐領監生常安之女給四阿哥」。根據《欽定八旗通志》的記載，圖思希管理的是國初「以訥音地方來歸人丁編立」的鑲白旗滿洲第三參領第四佐領，可知常安之女在外八旗選秀中被康熙帝的嫡母孝惠章皇后指賜給雍正帝。倘若常安之女在雍正帝登極時仍然在世，應該擁有不低的位分，因此當代研究學者王冕森懷疑她在雍正帝登極之前已經去世，有可能即是伊格格:357。